# Coniopteryx (Xeroconiopteryx) ghanana
Coniopteryx (Xeroconiopteryx) ghanana is een insect uit de familie van de dwerggaasvliegen (Coniopterygidae), die tot de orde netvleugeligen (Neuroptera) behoort. 
Coniopteryx (Xeroconiopteryx) ghanana is voor het eerst wetenschappelijk beschreven door Sziráki in 1994.